# شیکاگو (فیلم ۲۰۰۲)
شیکاگو نام یک فیلم موزیکال آمریکایی محصول ۲۰۰۲ به کارگردانی راب مارشال و با بازی رنه زلوگر، ریچارد گی‌یر و کاترین زتا جونز است.
شیکاگو نامزد دریافت ۱۳ جایزه اسکار شد و در مجموع توانست ۶ جایزه اسکار را به خود تعلق دهد.
این فیلم بر اساس یک تئاتر موزیکال به نام شیکاگو ساخته شده که ترانه‌های آن (ساخته جان کندر (John Kander)) در این فیلم استفاده شد.

## اسکارها
| رشته                       | فرد نامزد شده                         | نتیجه    |
| -------------------------- | ------------------------------------- | -------- |
| بهترین فیلم                | مارتین ریچاردز                        | برنده    |
| بهترین بازیگر نقش اول زن   | رنی زلوگر                             | نامزدشده |
| بهترین بازیگر نقش مکمل مرد | جان سی ریلی                           | نامزدشده |
| بهترین بازیگر نقش مکمل زن  | کاترین زتا جونز                       | برنده    |
| بهترین بازیگر نقش مکمل زن  | کویین لطیفه                           | نامزدشده |
| بهترین کارگردانی           | راب مارشال                            | نامزدشده |
| بهترین فیلم‌نامه اقتباسی    | بیل کاندن                             | نامزدشده |
| بهترین فیلمبرداری          | دیان بیبی                             | نامزدشده |
| بهترین طراحی صحنه          | جان مایره و گوردون سیم                | برنده    |
| بهترین طراحی لباس          | کالین اتوود                           | برنده    |
| بهترین تدوین فیلم          | مارتین والش                           | برنده    |
| بهترین میکس صدا            | مایکل مینکلر، دومنیک تاولا و دیوید لی | برنده    |
| بهترین ترانه اورجینال      | جان کاندر                             | نامزدشده |